# ليديا زايتسيفا
ليديا زايتسيفا (بالروسية: Лидия Алексеевна Зайцева - 18 مايو 1931 - 3 فبراير 2021) كانت مدرسة سوفيتية وروسية.
ولدت في موسكو، ودرست في الكلية اللغوية بجامعة موسكو الحكومية. أصبحت دكتور العلوم في تاريخ الفن. عملت في معهد جيراسيموف للتصوير السينمائي. كانت عضوًا في الحزب السياسي للحزب الشيوعي للاتحاد السوفيتي. حصلت على وسام الشرف في الثقافة من الاتحاد الروسي ووسام الصداقة.
توفيت زايتسيفا في 3 فبراير 2021 عن عمر يناهز 89 عامًا.